# USS Walrus (SS-437)
USS Walrus (SS-437) był trzecim okrętem US Navy noszącym tę nazwę. Należał do typu Tench.
Jego konstrukcja została zatwierdzona i budowę rozpoczęto w stoczni Electric Boat Company w Groton. Stępkę położono 21 czerwca 1945. Zwodowano go 20 września 1946. Zaakceptowany przez US Navy 2 października 1946. Odstawiony do Atlantyckiej Floty Rezerwowej w New London. Skreślony z rejestru jednostek floty 9 czerwca 1958. Sprzedany na złom 7 października 1959 nowojorskiej firmie Marlene Blouse Co. za 13 600$. Zezłomowany w Kearny, NJ.